# Vitali Yermólenko
Vitali Serguéyevich Yermólenko (en ruso: Виталий Сергеевич Ермо́ленко; nacido el 26 de marzo de 1992) es un jugador profesional de fútbol que actualmente juega en el FC. Nosta Novotroitsk.